# Wartość rezydualna
Wartość rezydualna – spodziewana wartość środka trwałego lub pozostałości po nim (prognozowanie wartości po upływie okresu leasingu – cena za jaką będzie można sprzedać przedmiot leasingu po wygaśnięciu umowy) lub wartość dochodów generowanych przez przedsiębiorstwo w latach następujących po okresie prognozy wolnych przepływów pieniężnych.